# N-225
La N-225 és una carretera nacional, que comunica Terol amb el Grau de Castelló, encara que en alguns trams està superposada amb altres carreteres, com:
- Amb la N-234 al tram Terol - Algar de Palància
- Amb la A-7 al tram de circumval·lació de La Vall d'Uixó
- Amb la N-340 entre Moncofa i Castelló de la Plana
- Amb la CS-22 entre Castelló de la Plana i Almassora

## Traçat
La N-225 comença al punt quilomètric 18 de l'Autovia Mudèjar A-23, a l'altura d'Algar de Palància. Passa propera a Alfara de la Baronia i en passar 16-17 quilòmetres, la via és solapa amb l'Autovia del Mediterrani A-7, al seu pas per la població de La Vall d'Uixó. 3 o 4 quilòmetres després, la via se separa de la A-7, i continua el seu recorregut sentit est, direcció Moncofa. Junt a aquesta localitat, la carretera N-225 es torna a solapar, aquesta vegada, amb la N-340, i junt a aquesta carretera, arriba a la ciutat de Castelló de la Plana, on es bifurca. A partir d'aquest punt i fins a Almassora, la carretera N-225 ha estat transformada en autovia, amb el nom de CS-22. Als darrers quilòmetres, paral·lela a la CS-22, la via travessa els polígons industrials de la zona nord d'Almassora, i així arriba al Grau de Castelló, i finalitza el seu recorregut.

## Localitats properes
- Algar de Palància
- Alfara de la Baronia
- La Vall d'Uixó
- Castelló de la Plana
- Almassora
- Grau de Castelló

## Autovia de la N-225
En el transcurs de la N-225 existeixen alguns trams on ha estat desdoblada i convertida en autovía:
- Tram Circumval·lació de Castelló, amb el nom de CS-22.